# Azuré de la croisette
Pour les articles homonymes, voir Croisette.
Phengaris rebeli
Espèce
Statut de conservation UICN

 VU A1ac : Vulnérable
L’Azuré de la croisette ou Argus bleu marine, Phengaris rebeli ou Maculinea rebeli, est une espèce de lépidoptères de la famille des Lycaenidae, de la sous-famille des Polyommatinae et du genre Phengaris.

## Dénomination
Phengaris rebeli nommé par Hans Hirschke en 1904.
Le nom latin de l'espèce commémore Hans Rebel (1861-1940), entomologiste autrichien. Le nom commun fait référence à la gentiane croisette (Gentiana cruciata), un des hôtes de l'espèce.
Synonymes :
- Lycaena rebeli Hirschke, 1904
- Maculinea rebeli (Hirschke, 1904)
- Glaucopsyche rebeli (Hirschke, 1904)[1],[2].

### Sous-espèces
- Phengaris rebeli rebeli dans le centre et le sud de l'Europe.
- Phengaris rebeli cordidula (Jachontov, [1909])
- Phengaris rebeli imitator Tuzov, 2000
- Phengaris rebeli kondakovi Kurentzov, 1970
- Phengaris rebeli monticola (Staudinger, 1901) en Arménie.
- Phengaris rebeli ssp dans l'Altaï[1].

### Noms vernaculaires
L’Azuré de la croisette ou Argus bleu marine se nomme en anglais Mountain Alcon Blue.

## Description
C'est un petit papillon au dessus bleu foncé (d'où son nom d'Argus bleu marine).
Le revers est ocre orné de deux lignes dont une marginale de points noirs cerclés de blanc.

## Biologie

### Période de vol et hivernation
Il hiverne à l'état de chenille.
Les chenilles sont soignées par des fourmis, Myrmica sabuletti, Myrmica sulcidonis, Myrmica schencki et Myrmica scabrinodis. Les travaux de l'équipe de Jeremy Thomas montrent que la chenille de Maculinea rebeli émet les mêmes sons que la reine de Myrmica schencki ce qui lui vaut la protection de toute la fourmilière .
Il vole en une génération, de fin juin à mi-août.

### Plantes hôtes
Ses plantes hôtes sont des gentianes : Gentiana cruciata surtout, aussi Gentianella germanica et Gentiana asclepiadea.

## Écologie et distribution
L'aire de répartition de l'Azuré de la croisette est constitué de deux isolats. L'isolat européen comporte le nord de l'Espagne et de l'Italie, l'est de la France, la Suisse, le sud de l'Allemagne et de la Pologne jusqu'au nord de la Grèce et aux Balkans, au Caucase et à l'Arménie. Le second isolat est en Asie dans le nord de la Chine et dans l'Altaï,.
En France métropolitaine il est présent dans les Pyrénées et dans la majorité des départements de la moitié est du pays.

### Biotope
Il réside dans les prairies humides et les clairières en terrain tourbeux.

### Protection
En France l'Azuré de la croisette est inscrit sur la liste rouge des insectes de France métropolitaine et est protégé au titre de l'article 3 de l'arrêté du 23 avril 2007 fixant la liste des insectes protégés sur le territoire national.